# Christian Polig
Christian Polig (22 dicembre 1966) è un ex sciatore alpino italiano, vincitore della Coppa Europa nel 1990.

## Biografia
Specialista delle prove tecniche originario di Racines, Polig ottenne il primo risultato di rilievo in Coppa del Mondo il 3 dicembre 1989 a Mont-Sainte-Anne in slalom speciale (14º) e in quella stessa stagione 1989-1990 vinse la Coppa Europa generale e la classifica di slalom speciale. Nella medesima specialità in Coppa del Mondo ottenne il miglior piazzamento, il 26 febbraio 1991 a Oppdal (10º), e prese per l'ultima volta il via, l'8 gennaio 1995 a Garmisch-Partenkirchen senza completare la prova; si ritirò durante la stagione 1996-1997 e la sua ultima gara fu uno slalom speciale FIS disputato il 18 febbraio a Lorica. Non prese parte a rassegne olimpiche o iridate.

## Palmarès

### Coppa del Mondo
- Miglior piazzamento in classifica generale: 74º nel 1992

### Coppa Europa
- Vincitore della Coppa Europa nel 1990
- Vincitore della classifica di slalom speciale nel 1990

### Campionati italiani
- 1 medaglia[1]:
  - 1 argento (slalom speciale nel 1991)